# Eupithecia jeanneli
Eupithecia jeanneli là một loài bướm đêm trong họ Geometridae.